# NGC 309
NGC 309 (również PGC 3377) – galaktyka spiralna z poprzeczką (SBc), znajdująca się w gwiazdozbiorze Wieloryba. Odkrył ją Wilhelm Tempel w 1876 roku.
Do tej pory w galaktyce zaobserwowano cztery supernowe:
- SN 1999ge, odkryta 27 października 1999 przez LOSS, osiągnęła jasność obserwowaną 15,4m.
- SN 2008cx, odkryta 5 czerwca 2008 przez Berto Monarda, osiągnęła jasność obserwowaną 17,8m.
- SN 2012dt, odkryta 17 lipca 2012.
- SN 2014ef, odkryta 13 grudnia 2014.